# Cloudflare
Cloudflare, Inc. es una empresa estadounidense que proporciona una red de entrega de contenido, servicios de seguridad de Internet y servicios de servidores de nombres de dominio distribuidos, localizados entre el visitante y el proveedor de alojamiento del usuario de Cloudflare, y que actúan como proxy inverso para sitios web. La sede de Cloudflare está en San Francisco, California y cuenta con otras oficinas en Londres, Singapur, Champaign, Austin, Boston y Washington, D.C.

## Historia
Cloudflare la fundaron en 2009 Matthew Prince, Lee Holloway y Michelle Zatlyn, quienes habían trabajado anteriormente en Project Honey Pot. Cloudflare se presentó en la conferencia TechCrunch Disrupt de septiembre de 2010. Llamó la atención de los medios en junio de 2011, tras prestar servicios de seguridad al sitio web de LulzSec.
En junio de 2012, Cloudflare se asoció con varios proveedores de alojamiento web, entre los que se encontraba HostPapa, para implementar su tecnología Railgun. En febrero de 2014, Cloudflare mitigó el mayor ataque DDoS realizado hasta ese momento, el cual atacó con picos de 400 Gbit/s a un cliente no revelado. En noviembre de 2014, Cloudflare informó de otro ataque DDoS masivo, a 500 Gbit/s, dirigido a sitios web de medios independientes. El 15 de agosto de 2019, Cloudflare presentó su formulario S-1 para su oferta pública inicial en la Bolsa de Valores de Nueva York, bajo el símbolo bursátil NET. El 13 de septiembre de 2019, comenzó a cotizar en bolsa a un precio de $15 por acción.

## Rondas de captación de fondos
En noviembre de 2009, Cloudflare recaudó 2,1 millones de dólares en la ronda de serie A de captación de fondos, que aportaron Pelion Venture Partners y Venrock. En julio de 2011, Cloudflare recaudó 20 millones de dólares en la ronda de serie B de captación de fondos, que aportaron New Enterprise Associates, Pelion Venture Partners y Venrock.
En diciembre de 2012, Cloudflare recaudó 50 millones de dólares en la ronda de serie C de captación de fondos, que aportaron New Enterprise Associates, Pelion Venture Partners, Venrock, Union Square Ventures y Greenspring Associates.
En diciembre de 2014, Cloudflare recaudó 110 millones de dólares en la ronda de serie D de captación de fondos, que aportaron Fidelity Investments con participaciones de Google Capital, Microsoft, Qualcomm y Baidu.

## Productos

### Proxy inverso
Cloudflare actúa como proxy inverso para el tráfico web. Cloudflare es compatible con protocolos de red, incluyendo SPDY y HTTP/2. Además, Cloudflare ofrece compatibilidad con HTTP/2 Server Push. Cloudflare también es compatible con la creación de conexiones proxy con tecnología Websocket.

### Firewall de aplicaciones web
Cloudflare pone a disposición de los clientes con planes de pago un servicio de firewall de aplicaciones web de forma predeterminada. El firewall cuenta con los conjuntos de reglas OWASP ModSecurity, con los propios conjuntos de reglas de Cloudflare y con conjuntos de reglas para aplicaciones web populares.

### Servidor de nombres de dominio
Cloudflare ofrece un servicio gratuito de servidor de nombres de dominio (DNS) a todos los clientes que utilicen una red Anycast. Según W3Cook, el servicio de DNS de Cloudflare gestiona actualmente más del 35 % de los dominios DNS administrados. SolveDNS ha comprobado que Cloudflare cuenta de manera constante con una de las velocidades de búsqueda de DNS más rápidas del mundo, con una velocidad de búsqueda de 8,66 ms notificada en abril de 2016.
El 1 de abril de 2018, Cloudflare anuncia un nuevo DNS público que respeta la privacidad del usuario, hospedado en la IP 1.1.1.1 y 1.0.0.1

### Protección frente a ataques DDoS
Cloudflare proporciona servicios de mitigación de DDoS que protege a los clientes de ataques de denegación de servicio distribuidos (DDoS). En septiembre de 2020 la compañía aseguraba haber bloqueado "una media de 72 billones de amenazas por día, incluyendo alguno de los mayores ataques DDoS de la historia".
El 6 de septiembre de 2019, Wikipedia fue víctima de un ataque DDoS. Los usuarios europeos fueron incapaces de acceder a Wikipedia durante varias horas. El ataque fue mitigado después de que los ingenieros de red de Wikimedia utilizaran la red de Cloudflare y sus servicios de protección DDoS para re enrutar y filtrar el tráfico de internet. El producto específico de Cloudflare que se utilizó fue Magic Transit.

### Red de distribución de contenidos
Cloudflare ofrece un servicio de red de distribución de contenidos (CDN). La compañía lanzada en 2010 y TechCrunch escribieron que su objetivo era ser "un CDN para las masas". Diez años más tarde, la compañía afirmó dar soporte a más de 25 millones de sitios web en internet.

### Teams
Cloudflare for Teams es un paquete de autentificación y seguridad de productos orientado a clientes empresariales. El paquete consta de dos partes: Gateway, un resolutor DNS altamente configurable, y Access, un servicio de redes de confianza cero.

### Workers
En 2017 Cloudflare lanzó Cloudflare Workers, una plataforma de arquitecturas sin servidor (serverless computing) que permite crear nuevas aplicaciones enteramente o aumentar las ya existentes sin tener que configurar o mantener la infraestructura. Desde entonces, el producto se ha expandido para incluir Workers KV, una base de datos clave-valor de latencia baja, Cron Triggers para planificar guiones cron, y herramientas adicionales para desarrolladores para desplegar y escalar su código a través del mundo.

### Pages
Después de ser filtrado a la prensa, Cloudflare Pages fue lanzada como beta en diciembre de 2020. El producto es una plataforma Jamstack para desarrolladores de front end para colaborar y desplegar sitios web en la infraestructura de Cloudflare, con más de 200 centros de procesamiento de datos en todo el mundo.

## Adquisiciones
En junio de 2014, Cloudflare compró CryptoSeal, fundada por Ryan Lackey, en un acuerdo que ampliaría los servicios de seguridad para usuarios web. En febrero de 2014, compró StopTheHacker, que presta servicios de detección de malware, eliminación automática de malware y monitorización de reputación y listas negras. En diciembre de 2016, Cloudflare compró Eager, con la intención de actualizar la plataforma de aplicaciones de Cloudflare para permitir instalaciones de aplicaciones de terceras partes en los sitios habilitados para Cloudflare mediante la característica de arrastrar y soltar.

## Controversias
Tanto Cloudflare como su director general, Matthew Prince, han sido fuertemente criticados por proteger y dar tribuna a discursos de odio. La compañía ha declarado que su contenido es políticamente neutro, apelando a la libertad de expresión para proteger a sus clientes de censura y vigilancia, excepto en casos en que el ciente rompa la ley. Sin embargo, le ha dado plataforma a sitios presuntamente conectados con grupos terroristas, además de contenidos de extrema derecha y distintas actividades criminales como el doxeo. Un estudio de la Universidad de Stanford concluyó que la compañía contribuye desproporcionadamente a la difusión de discursos de odio y desinformación gracias a la laxitud de sus políticas y moderación.

### Contenido de extrema derecha
Debido a que Cloudflare es una compañía proveedora de infraestructura y no una hosting web, ha logrado mantener una amplia inmunidad legal en cuanto a sus contenidos, inmunidad de la que se ha aprovechado la extrema derecha en múltiples ocasiones. 

#### The Daily Stormer
Uno de los beneficiarios del DNS routing y protección DoS que Cloudflare provee fue el sitio The Daily Stormer, con contenidos de ideología neo nazi y supremacía blanca. En 2017 dejó de ofrecerle sus servicios después de que el sitio publicara que los altos mandos de la compañía apoyan en secreto estas ideologías, cuatro días después de los incidentes racistas de Charlottesville. Tras acabar con la protección de dicha web contra los ataques DDOS, varios atacantes pronto imposibilitaron su acceso
El CEO Matthew Prince ha dicho: "Me levanté esa mañana de mal humor y decidí echarles de Internet", siendo la guinda que colmó el vaso que el equipo del Daily Stormer nos acusó de ser seguidores de su ideología en secreto.

#### Tiroteos masivos y 8chan
En 2019 la compañía recibió críticas por ofrecer servicios para 8chan, un tablón de imágenes que permite a sus usuarios publicar y discutir contenidos con mínima moderación de los administradores del sitio. En sus foros se encontraron nexos con tiroteos masivos en Estados Unidos así como los ataques terroristas a las mezquitas de Christchurch en Nueva Zelanda el 15 de marzo de 2019. Aunado a esto, investigaciones de organizaciones como The Washington Post y The Daily Dot reportaron la existencia de foros de discusión de pornografía infantil y abuso sexual infantil.
Un representante de Cloudflare afirmó que la plataforma no hospeda estos sitios, que no tiene la capacidad de bloquearlos, y que su negocio no consiste en resguardar compañías que albergan contenido ilegal. No fue sino hasta después del tiroteo de El Paso en el mismo año que la compañía dejó de darle servicio al sitio en el incluso se había publicado el manifiesto terrorista detrás del ataque en Christchurch. En una entrevista con The Guardian, poco después de la masacre en El Paso, el CEO Matthew Prince defendió el apoyo de Cloudflare a 8chan, argumentando que era su "obligación moral" mantener el sitio en línea. Días después, la compañía terminó su servicio a 8chan.

#### Kiwi Farms
Cloudflare ofrece mitigación de DDoS y actúa como proxy inverso para proteger a Kiwi Farms, un foro dedicado a la discusión transfóbica y capacitista de individuos y comunicades, en el que fomenta el acoso e intimidación principalmente a personas transgénero. El sitio está directamente implicado en el suicidio de al menos tres personas. Clara Sorrenti, activista trans que ha sido víctima de acoso y varios intentos de intimidación, inició en 2022 una campaña para que Cloudflare termine relaciones con Kiwi Farms, evidenciando su contenido transfóbico y prácticas que vulneran la seguridad de las personas que son elegidas como blancos de acoso, tales como incitación al suicidio, publicación de información sensible -doxing- o incluso swatting. El dueño del sitio, Joshua Moon, ha fomentado discursos de odio de diversa índole. En 2019, por ejemplo, publicó en sus foros un video del tiroteo de Christchurch así como el manifiesto, y se negó a cooperar con la Policía de Nueva Zelanda que había solicitado datos sobre los usuarios con publicaciones relacionadas con el atentado.
Como respuesta a la presión pública y de medios de comunicación, Cloudflare publicó en su defensa que se llegó a la conclusión de que negar servicios de seguridad con base en la intolerancia de sus contenidos no debía ser parte de sus políticas, pero que se reserva el derecho a negarle servicio a sitios que el equipo de Cloudflare considere "asquerosos e inmorales". Indicó también que cuando han ofrecido servicios de mitigación de DDoS a sitios en contra de los derechos LGBTQ+, en compensación donan las ganancias a organizaciones por los derechos LGBTQ+. Asimismo, incluyó en su comunicado que entre sus términos y condiciones se estipula que Cloudflare puede terminar el contrato debido a "contenidos que revelen información personal sensible" y que "inciten o exploten violencia en contra de individuos". Sin embargo, The Guardian señaló que el comunicado no especifica cómo las prácticas de doxeo de los usuarios de Kiwi Farms los eximen de estos térmimos.

### Terrorismo
El Huffington Post documentó los servicios que Cloudflare le ha ofrecido a, por lo menos, siete grupos terroristas de acuerdo con la designación del Departamento de Estado de los Estados Unidos, incluyendo el Talibán, Al-Shabaab, al-Aqsa Martyrs' Brigades, Hamás, Myanmar's military junta,  Tatmadaw, y el al-Quds Brigades. La compañía fue informada de la situación desde 2012 y no ha tomado ninguna acción, y de acuerdo con el director general, no ha recibido ninguna solicitud por parte de ninguna autoridad.
Cloudflare ha estado al tanto desde al menos 2012 y no ha tomado ninguna medida. Sin embargo, según el CEO de Cloudflare, ninguna agencia de aplicación de la ley le ha pedido a la empresa que suspenda estos servicios. Dos de los tres principales foros de chat en línea y casi otros cuarenta sitios web pertenecientes al Estado Islámico de Irak y el Levante (ISIL) están protegidos por Cloudflare. En noviembre de 2015, el grupo hacktivista Anonymous desalentó el uso de los servicios de Cloudflare luego de los ataques de ISIL en París y las revelaciones adicionales del apoyo de Cloudflare a terroristas. Cloudflare respondió llamando al grupo "niños de 15 años con máscaras de Guy Fawkes" y aclaró que cuando surgen tales preocupaciones, consulta a expertos antiterroristas y cumple con la ley.

### Delitos
Los servicios de Cloudflare han sido utilizados por Rescator, un sitio web que vende datos de tarjetas de pago robadas. Aunado a esto, Cloudflare fue nombrada en The Spamhaus Project, una organización internacional de rastreo de spam, por la gran cantidad de operaciones de botnets cibercriminales alojadas por Cloudflare. Un informe de octubre de 2015 encontró que Cloudflare provisionó el 40% de los certificados SSL utilizados por los sitios de phishing de typosquatting, que usan nombres de dominio engañosos, parecidos a los de los bancos, y procesadores de pagos para comprometer transacciones bancarias y de otro tipo de los usuarios de Internet.
En 2018 la Lista de Vigilancia de Piratería y Falsificación de la Unión Europea identificó a Cloudflare como un "mercado notorio" que participa, facilita o se beneficia de la falsificación y la piratería. El informe señaló que Cloudflare oculta y anonimiza a los operadores del 40% de los sitios piratas del mundo, y del 62 % de los 500 sitios más grandes de este tipo, además de que "no sigue la diligencia debida al abrir cuentas para sitios web para evitar que los sitios ilegales utilicen sus servicios. "  Los tribunales italianos ordenaron a Cloudflare que deje de albergar el servicio de televisión pirata "IPTV THE BEST" después de que se descubrió que infringía la propiedad intelectual de Sky Italy y la liga de fútbol italiana, y los tribunales alemanes también determinaron que "Cloudflare y su anonimización servicios atraen sitios web que infringen estructuralmente los derechos de autor".

#### Medidas antipiratería de LaLiga
Tras la sentencia judicial de diciembre de 2024, LaLiga solicitó que, en febrero de 2025, los operadores telefónicos bloquearan los rangos de direcciones IP pertenecientes a Cloudflare que alojaban sitios web que retransmitían ilegalmente partidos de fútbol. Como resultado, la plataforma pirata DuckVision fue cerrada antes del derbi entre el Real Madrid y el Atlético de Madrid. La plataforma contaba con 200 000 usuarios y estaba respaldada por Cloudflare, una empresa tecnológica. Los bloqueos llegaron a afectar a webs importantes como X, Vimeo, Steam, GitHub y la Real Academia de la Lengua Española, entre otros.

## Clientes
Cloudflare provee servicios de DNS a unos 6 millones de sitios web, incluidos Uber, Discord y Fitbit, más unos 20.000 nuevos clientes al día

## Premios y reconocimientos
- Recibió el premio «Best Enterprise Startup», otorgado por TechCrunch, en la octava ceremonia de los Annual Crunchies Awards en febrero de 2015.
- Fue nombrada como la «Most Innovative Network & Internet Technology Company» durante dos años consecutivos por el Wall Street Journal.
- En 2012, Cloudflare fue reconocida por el Foro Económico Mundial como un Pionero Tecnológico.
- Fast Company la incluyó entre las 10 empresas más innovadoras del mundo.
- En 2016, Cloudflare obtuvo el puesto n.o 11 en la lista Forbes Cloud 100.[79]